# Бобак, Паулина
Паулина Бобак (пол. Paulina Bobak; род. 1 октября 1984, Закопане, Новосонченское воеводство) — польская биатлонистка. Старший рядовой Вооружённых сил Польши.

## Карьера
Биатлоном начала заниматься в 12 лет. В 2005 году спортсменка вместе со своими подругами по сборной стала Чемпионкой Европы по биатлону среди юниоров в эстафете.
С сезона 2006/2007 Бобак стала вызываться в состав сборной Польши на этапы Кубка мира. Она принимала участие на 5 Чемпионатах мира по биатлону. Наивысший результат на этапах Кубка мира — 14 место в индивидуальной гонке в Эстерсунде в сезоне 2010/2011. Завершила карьеру в сезоне 2013/2014 годов.

### Участие в Чемпионатах мира
| Год  | Место проведения  | Инд | Спр | Пр | МС | Эст | См |
| 2007 | ЧМ Антерсельва    | 70  | -   | -  | -  | 10  | -  |
| 2008 | ЧМ Эстерсунд      | 35  | -   | -  | -  | 7   | -  |
| 2009 | ЧМ Пхёнчхан       | 37  | -   | -  | -  | -   | -  |
| 2011 | ЧМ Ханты-Мансийск | 23  | 76  | 27 | -  | 9   | -  |
| 2012 | ЧМ Рупольдинг     | 45  | -   | -  | -  | -   | -  |

### Общий зачет в Кубке мира
- 2008/09 — 75-е место (29 очков)
- 2009/10 — 90-е место (11 очков)
- 2010/11 — 62-е место (45 очков)
- 2011/12 — 77-е место (15 очков)
- 2012/13 — 70-е место (37 очков)
- 2013/14 — 95-е место (7 очков)